# Botunea, Vrața
Botunea (în bulgară Ботуня) este un sat în comuna Krivodol, regiunea Vrața,  Bulgaria. 

## Demografie
Componența etnică a satului Botunea
     Bulgari (98,34%)
     Nicio identificare (1,65%)
     Altele (0%)
La recensământul din 2011, populația satului Botunea era de 181 locuitori. Din punct de vedere etnic, majoritatea locuitorilor (98,34%) erau bulgari. Pentru 1,65% din locuitori nu este cunoscută apartenența etnică.